# Malmberga
För Malmberga i Stora Sundby, se Västermo.
Malmberga är en by i Kung Karls socken i Kungsörs kommun sydost om Kungsör. Malmberga utgör tillsammans med grannbyn Västra Ekeby ett sammanhängande äldre kulturlandskap med åkrar, beteshagar, äldre bebyggelse och en mängd fornlämningar, de flesta från senare delen av järnåldern. I området finns flera gravfält. Det största och högst belägna består av cirka 125 gravar och en arkeologisk undersökning gjordes här år 1918. Fem gravar grävdes ut, och alla dessa visade sig vara kvinnogravar från vikingatid. Fynden, som nu förvaras på Historiska museet i Stockholm, bestod av keramik, smycken, detaljer och spännen tillhörande kvinnodräkter samt redskap för sömnad och ullberedning. Bland annat hittades ett nålhus i metall. 
Området är utpekat som ett värdefullt tätortsnära naturområde, och utgörs av ett så kallat mosaiklandskap där vägnätet följer topografin och hus och gårdar är placerade på höjderna längs med vägen. Vegetationen växlar mellan skog och mer öppen mark och många biologiskt rika miljöer finns. Småskaligheten gör spridningsavstånden korta och området kan betraktas som en ”hotspot” för biologisk mångfald.
I Västra Ekeby och Malmberga återfinns många av de för Kungsör så typiska beteshagarna, öppna marker med en stor andel äldre träd och en artrik ängsflora. Ett kontinuerligt restaurerings- och bevarandearbete görs för att beteshagarna och det övriga kulturlandskapet ska behålla sin särprägel och sina höga naturvärden.